# Hongdu
Hongdu Aviation Industry (Group) Corporation (hasta marzo de 1998  China Nanchang Aircraft Manufacturing Corporation o NAMC) es un fabricante aeronáutico chino y proveedor de la Fuerza Aérea del Ejército Popular de Liberación. Su fabrica está situada en Nanchang, capital de la provincia de Jiangxi.

## Productos
Aviones de ataque

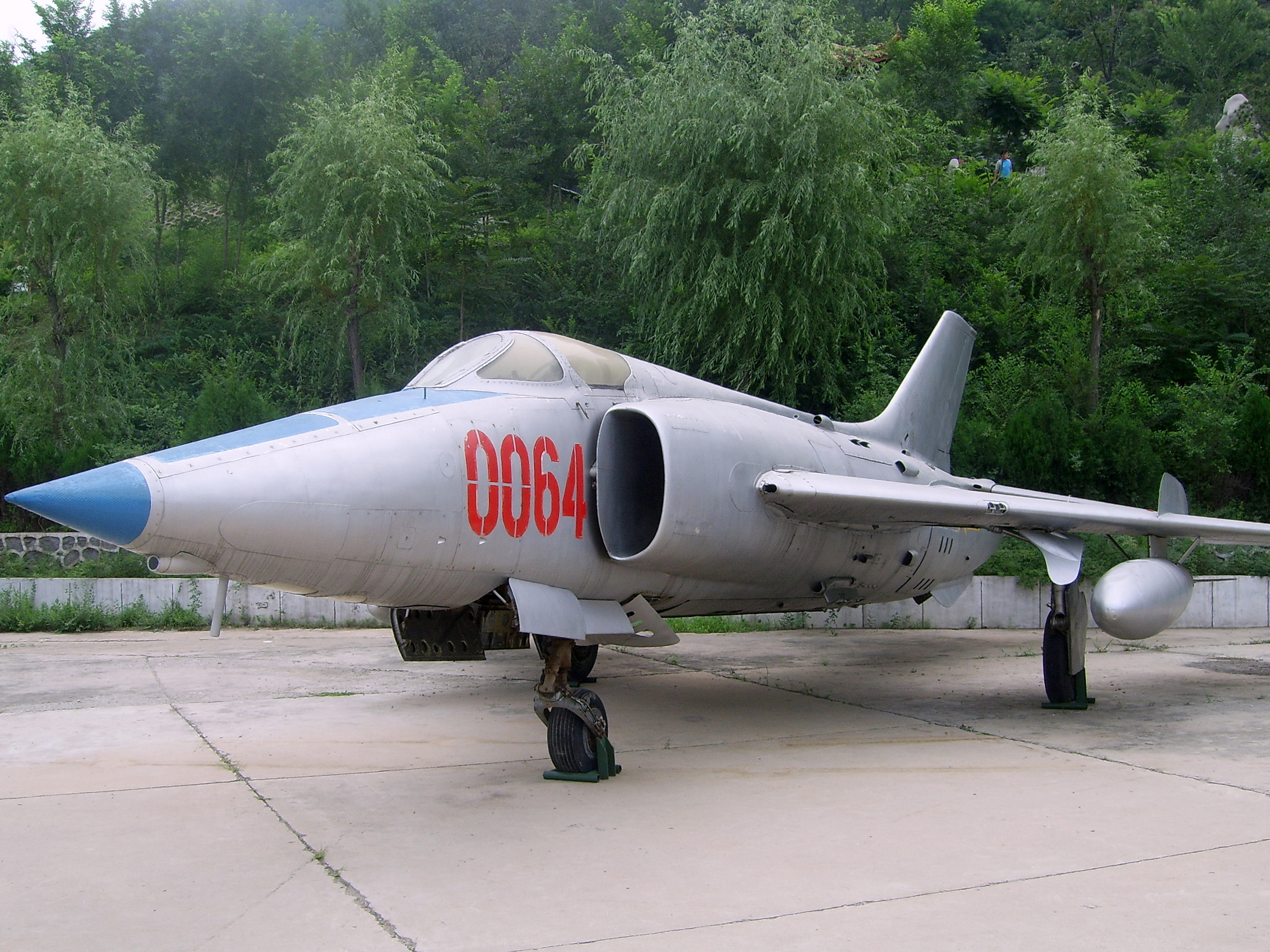
Nanchang Q-5 Fantan.

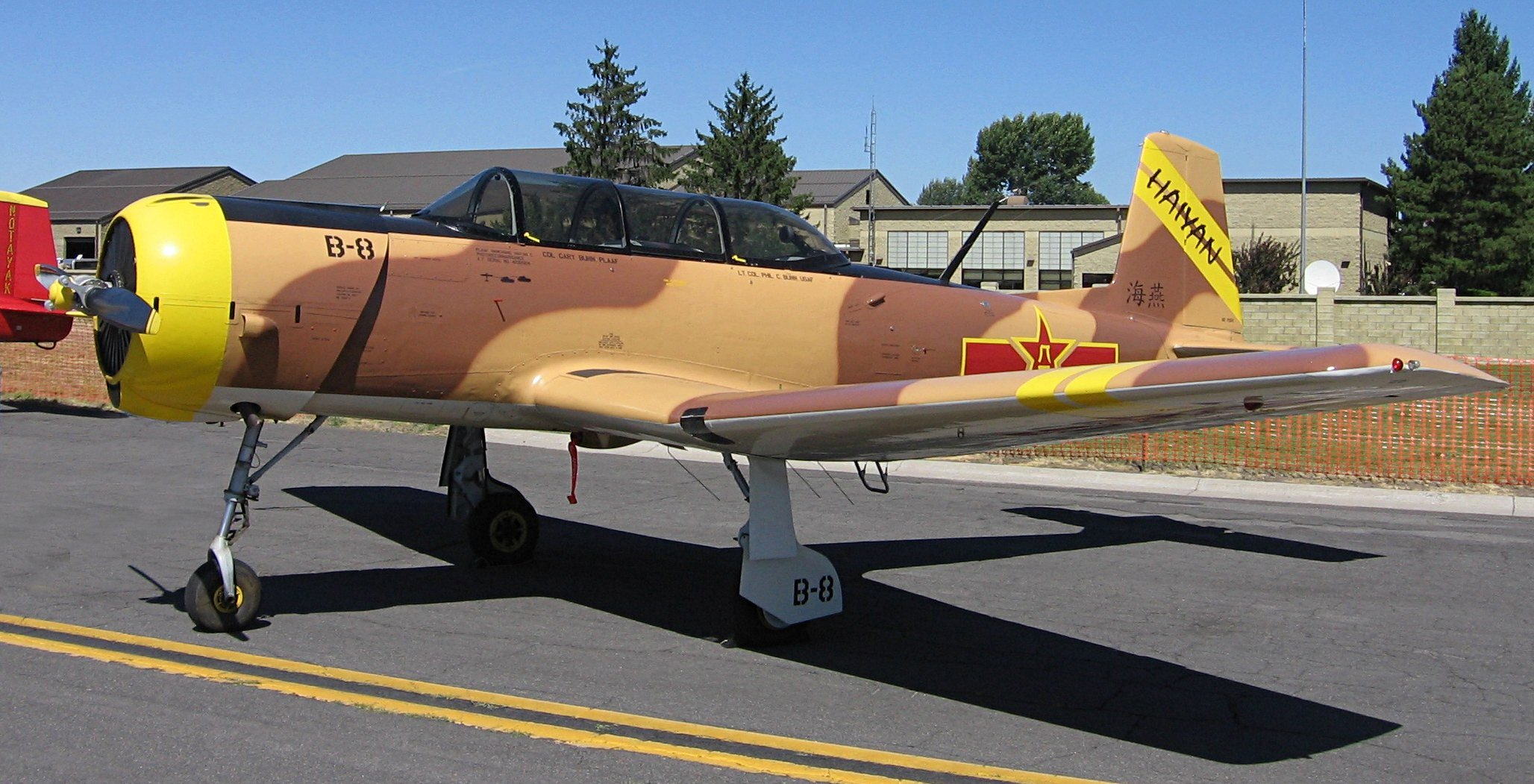
Nanchang CJ-6.

- Q-5 Fantan (exportado bajo la denominación A-5) - avión monoplaza de ataque basado en el Mikoyan-Gurevich MiG-19.
- Q-6 - Avión de ataque de ala de geometría variable,basado en el MiG-23 y el General Dynamics F-111, similar al Su-24 (cancelado)

Aviones de caza
- Q-5 Fantan (exportado bajo la denominación A-5) - avión monoplaza de ataque basado en el Mikoyan-Gurevich MiG-19.
- J-12

Aviones de entrenamiento
- CJ-5 - variante del Yak-18 (1958)
- CJ-6 - similar al Yakovlev Yak-18.
- NAMC/PAC K-8
- Hongdu JL-8
- L-15
- K8
- K8E

Aviones utilitarios
- N5A - avión de agricultura.

Helicópteros
- MD500E - bajo licencia.
- MD520N - bajo licencia.
- MD530F - bajo licencia.
- MD600N - bajo licencia.

Aviones de Transporte
- Yun-5 (Y-5) - variante del Antonov An-2